# Ecdemite
La ecdemite è un minerale.